# Chaka
Chaka is een plaats in het district Doda van het Indiase unieterritorium Jammu en Kasjmir.

## Demografie
Volgens de volkstelling uit 2011 heeft Chaka een populatie van 6.486, waarvan 3.369 mannen en 3.117 vrouwen. Onder hen waren 1.332 kinderen met een leeftijd tussen de 0 en 6 jaar. De plaats had in 2011 een alfabetiseringsgraad van 55,61%. Onder mannen bedroeg dit 71,46% en onder vrouwen 38,38%.